# عمر عبد القادر عرتن
عمر عبد القادر عرتن (بالصومالية: Cumar Cabdulqaadir Cartan) حكم كرة قدم صومالي دولي معتمد لدى الاتحاد الدولي لكرة القدم.

## النشأة
ولد عمر عام 1995 في حي ودجر في العاصمة الصومالية مقديشو، وتلقى التعليم الأساسي والثانوي في مقديشو، كما حصل على البكالوريوس في التنمية.

## حياته المهنية
خضع عرتن لتدريبات في التحكيم الرياضي عام 2014، واختير حكما للدوري الصومالي الدرجة الثالثة، وكان أول مباراة اختير حكما فيها مباراة جرت بين نادي مدنيمو ونادي مقديشو من نوادي الدرجة الثالثة من الدوري الصومالي.
في عام 2016 اختير عرتن حكما في الدوري الصومالي الدرجة الأولى
في عام 2018 اعتمده الاتحاد الإفريقي لكرة القدم حكما عالميا، وكانت أول مشاركة عالمية له تحكيمه مباراة جرت في كينيا بين ناديين من كينيا ومدغشقر.
شارك عمر عرتن كحكم في دورة اتحاد شمال إفريقيا تحت 20 سنة 2022، وكأس الأمم الإفريقية تحت 23 سنة في عام 2023

### مشاركته في كأس أمم إفريقيا
في 2024 شارك عمر عبد القادر عرتن في كأس أمم إفريقيا المقام في ساحل العاج ليكون بذلك أول حكم صومالي يشارك في بطولة دولية.

## روابط خارجية
- عمر عبد القادر عرتن على موقع Soccerway.com